# Calappa gallus
Calappa gallus (Herbst, 1803) è un crostaceo decapode appartenente alla famiglia Calappidae.

## Distribuzione e habitat
È diffusa in tutti gli oceani. È comune soprattutto in Mozambico, Polinesia Francese, Seychelles, Nuova Caledonia e Riunione.  Vive fino a 15 m di profondità in zone con fondali sabbiosi.

## Descrizione
Il carapace è lungo circa 7 cm, giallastro; la sua superficie è irregolare e rugosa. Sulle chele e sul carapace possono essere presenti macchie rossastre.